# Едіт Келлман
Едіт Келлман (4 квітня 1911, Волворт, Вісконсин — 11 травня 2007, Волворт, Вісконсин) — американська астрономка, відома своєю роботою над Єркською системою зоряної класифікації, яку також називають системою Моргана — Кінана — Келлман.

## Молодість і освіта
Едіт Келлман народилася 4 квітня 1911 року в Волворті, штат Вісконсин, у родині Людвіга та Елен Левандер Келлман. Вона навчалась в Вітон-коледжі у Вітоні, штат Іллінойс.

## Кар'єра
Келлман працювала фотографом-асистентом в Єркській обсерваторії, де разом з Вільямом Морганом і Філіпом Кінаном розробляла Єркську класифікацію зір. Система класифікації Моргана, Кінана та Келлман (або МКК) була введена в 1943 році і використовувалася авторами для картографування спіральної структури Чумацького Шляху за допомогою зір спектральних класів О і B. Варіація цієї системи використовується в класифікації зір і сьогодні.
Після закінчення роботи в обсерваторії вона викладала математику в середній школі Вільямс-Бей до виходу на пенсію в 1970-х роках.